# Haariger Saki
Der Haarige Saki (Pithecia hirsuta) (lat. hirsutus „haarig“) ist eine Primatenart aus der Gruppe der Neuweltaffen, die im nordwestlichen Amazonasbecken zwischen dem Rio Japurá im Norden und dem Rio Napo im Süden vorkommt. Damit liegt das Verbreitungsgebiet im äußersten Süden Kolumbiens (Departamento de Amazonas), im nordwestlichen Peru und in der östlichen Fortsetzung der Region in Brasilien. Wie weit westlich das Verbreitungsgebiet reicht ist bisher nicht bekannt. Westlich schließt sich das Vorkommen von Millers Mönchsaffen (P. milleri) an. Brehm nannte die Art Zottelaffe, in einer Bildunterschrift in der Neubeschreibung (Figure 16) findet sich die Bezeichnung Schwarzbärtiger Mönchaffe.

## Merkmale
Der Haarige Saki erreicht eine Kopf-Rumpf-Länge von etwa 50 cm, der Schwanz ist länger. Männchen können etwas größer werden als die Weibchen; ihr Schwanz ist länger. Von allen Sakiarten hat der Haarige Saki das einfarbigste Fell. Auch der Sexualdimorphismus ist nur sehr gering ausgeprägt. Männchen und Weibchen sind schwärzlich, durch wenige helle Haarspitzen ist das Fell etwas hell punktiert, bei den Weibchen etwas mehr als bei den Männchen. Bei beiden Geschlechtern sind die Hände weiß. Männchen sind überwiegend schwarz, der Kopf ist bräunlich agutifarben, die Brust schwarz oder bräunlich. Die Lippen und die schmalen Streifen, die die unbehaarte Mund- und Nasenregion farblich absetzen sind weiß oder cremefarben. Die unbehaarte Gesichtshaut ist schwarz mit Ausnahme von rosafarbenen oder hellen Flecken oberhalb der Augen. Das Skrotum ist schwarz, der Penis pink. Die Lippen der Weibchen sind nicht weiß. Das Haar um das Gesicht ist schwärzer als bei den Männchen und nicht agutifarben. Die Gesichtshaut um die Augen, oberhalb des Mundes und am Kinn ist pinkfarben.

## Systematik
Die Form wurde 1823 durch den deutschen Naturwissenschaftler Johann Baptist von Spix nach seiner Brasilien-Expedition beschrieben. Der Holotyp wurde in einer auf einem Ast sitzender Haltung präpariert und befindet sich in der Zoologischen Staatssammlung München. Der Haarige Saki wurde später mit dem Mönchsaffen (Pithecia monachus) synonymisiert. Erst 2014, in einer Revision der Sakis, wurde der Haarige Saki wieder als eigenständige Art anerkannt.